# 中島村 (新潟県中蒲原郡)
中島村（なかじまむら）は、かつて新潟県中蒲原郡にあった村。1901年11月1日の新設合併によって消滅し、現在は新潟市秋葉区の一部となっている。
以下の記述は合併直前当時の旧中島村に関しての記述であり、現在では名称等が異なる場合がある。なお、ここに記述されていない内容に関しては新潟市などの記事を参照。

## 沿革
- 1889年（明治22年）4月1日 - 町村制施行に伴い中蒲原郡程島村、中村、西島村、東島村、古津村、朝日村、割町村、塩谷村、金津村が合併し、津島村が発足。
- 1893年（明治26年）9月8日 - 津島村から大字中村・程島が分離し中島村が発足。
- 1901年（明治34年）11月1日 - 中蒲原郡津島村と合併し、金津村となり消滅。